# Яс (рэпер)
Я́сер Бахтия́ри (перс. یاسر بختیاری‎; 22 июня 1982 года, Мешхед или Тегеран, Иран), наиболее известен под псевдонимом Яс (перс. یاس‎; англ. Yas) — иранский исполнитель, рэпер, поэт. Является одним из самых известных иранских рэперов, и рэперов поющих на персидском языке.

## Биография
Родился 22 июня 1982 года. По некоторым данным родился Мешхеде, на северо-востоке Ирана, по другим, в столице Ирана Тегеране. Начал увлекаться хип-хопом с 16 лет, когда его отец вернувшись с командировки из Германии, принёс Ясеру диск с песнями в жанре хип-хоп. Вскоре отец Ясера внезапно умер, и Ясер стал фактически главой и кормильцем семьи. Из-за сложной жизни, Ясер был вынужден оставить учёбу в колледже и работать обычным рабочим. Именно в те сложные для него годы, Ясер начал писать стихи, которые впоследствии были отражены в его песнях.
Сильное землетрясение в иранском Баме в 2003 году подтолкнуло Ясера к созданию своей первой песни. Именно с 2003 года начинается профессиональная карьера Ясера. Впоследствии Ясер написал ряд песен, в которых отражались переживания и трудности обычных иранцев, их тяжелая жизнь, нелегкая участь иранской молодёжи. Благодаря этим песням, Ясер обрёл большую популярность.
В 2008 году он написал песню Hoviate Man, которая была посвящена величию иранского культурного наследия. Песня быстро набрала популярность, и стала своего рода гимном иранской молодёжи, особенно среди иранской молодёжи за пределами Ирана, которые как и их родители были вынуждены жить вне родины из-за последствий исламской революции в Иране, которые очень мечтали видеть воочию своё культурное наследие.
Благодаря своим песням, Яс основал новое направление в иранском (персидском) хип-хопе, отражающегося в умеренном использовании традиционных иранских музыкальных инструментов, в использовании некоторых частей стихов известных персидских поэтов. Это нововведение положительно было оценено музыковедами, а другие иранские рэперы начали использовать это направление.
В последующие годы Яс написал ещё ряд песен, наибольшую популярность среди которых обрели песня Darkam Kon, посвященная тотальной безработице среди иранской молодёжи, Mosafer, посвященная иранским иммигрантам, также песни Az Chi Begam. В 2014 году Яс начал сотрудничество с американским рэпером Tech N9ne. Яс стал первым иранским рэпером, который начал сотрудничать с рэпером из США. Вместе они написали сингл The Sound of Unity с видеоклипом.
По словам самого Ясера, на него сильно повлияло творчество американского рэпера Шакура Тупака, более известного под псевдонимами 2Pac и Makaveli, а также творчество известных персидских поэтов, особенно творчество Руми. Одним из своих символов Яс считает Фаравахар. Во многих клипах Яса, на его шее кулон с Фаравахаром. Яс известен далеко за пределами Ирана. Его песни слушают иранская диаспора по всему миру (они в основном в США, Канаде, Европе, в других азиатских странах). Также Яс очень популярен в Афганистане, Таджикистане, Узбекистане, Пакистане. Регулярно даёт концерты за пределами Ирана. Состоялись концерты в США (Лос-Анджелес, Сан-Франциско, Мичиган), Канаде (Торонто), Великобритании (Лондон), Австралии (Мельбурн), ОАЭ (Дубай)

## Дискография

### Альбомы
- Khiyabooniha (Уличные)
- Be Omide Iran (Надежда в Иран)

### Синглы

#### 2004
- Bam

#### 2006
- Bayad Betoonim
- Komak (с Hichkas)

#### 2007-08
- Hoviate Man (с Aamin)[7]
- Toos Rap (с F-jam & A-del)
- Sakhte (сNima Allameh)
- Naro (Do not go) (с Reza Sadeghi)
- Zehi Eshgh (с Sara Naeini)
- Darkam Kon

#### 2009
- Piadeh Misham
- To Marizi (с Xaniar Khosravi & Sirvan Khosravi)

#### 2010
- Nisti (с Aamin)
- Bekhatere Man
- Gheseye Zirzaminha

#### 2011
- Sarbaz e Vatan
- Az Chi Begam

#### 2012
- Man Mijangam
- Vaghte Raftan (с Aamin)
- Trash The Club (с Dj Aligator)

#### 2013
- FarYAS (Faryade YAS)
- Amen (с Aaamin)

#### 2014
- Man Edameh Midam
- Sound Of Unity ( c Tech N9ne)
- Do Do Ta Chahar Ta
- Vasiat Nameh

#### 2015
- Bad Shodam
- Mosafer
- Hamechi Dorost Mishe
- Zende Bad Iran

## Видеоклипы
- Bezarin Bokoshamesh
- Bi To Dige Na Aslan
- Raaz
- Gheseye Zirzaminha
- Bekhatere Man
- Sarbaze Vatan
- Trash The Club
- Az Chi Begam
- Vaghte Raftan
- FarYAS (Faryade YAS)
- Sound Of Unity
- Mosafer
- Hamechi Dorost Mishe
- Nameyi Be Farzand